# 213636 Gajdoš
(213636) Gajdoš, denumire internațională (213636) Gajdos, este un asteroid din centura principală de asteroizi.

## Descriere
213636 Gajdoš este un asteroid din centura principală de asteroizi. A fost descoperit pe 20 august 2002 la Observatorul Palomar în cadrul programului NEAT. Asteroidul prezintă o orbită caracterizată de o semiaxă mare de 2,66 ua, o excentricitate de 0,11 și o înclinație de 6,0° în raport cu ecliptica.